# Quico Cabrera
Quico Cabrera (nacido como Francisco José Cabrera Acosta, en 1951 en Isora, El Hierro) fue un gestor deportivo canario. Con 28 títulos es reconocido como el presidente con más títulos del deporte canario y uno de los que ostenta mejor palmarés del deporte español. La repercusión de su trabajo en el ámbito deportivo en pro del deporte canario y del deporte femenino continúan vigentes en forma de reconocimientos, torneos y premios.

## Reseña biográfica
Quico Cabrera nació en Isora (El Hierro) en 1951 y emigró con cuatro años a Venezuela. A su vuelta a Tenerife, se inició deportivamente en el voleibol en las filas del Tío Pino, equipo de un popular barrio de Santa Cruz de Tenerife, para continuar por la OJE, la Universidad de La Laguna y el Cisneros. En 1981 fundó junto a Luis Beltri y Lolo Cabrera el Club Voleibol Tenerife, donde también realizó funciones de entrenador de 1987 a 1992. Con el crecimiento de la entidad, dejó el banquillo y se centró en la gestión, logrando en 2004 la mayor gesta deportiva de un club de voleibol español al ganar la Liga Europea de Campeones.  
Los éxitos cosechados por el Club Voleibol Tenerife durante su etapa como presidente de la entidad, no han sido igualados por ningún otro club español y difícilmente se igualarán en otra disciplina deportiva. En total fueron 28 títulos, de los cuales se dividen en 11 Copas de la Reina, 10 ligas, 6 Supercopas, y la ya nombrada Liga Europea de Campeones.
Además de presidir el Club Voleibol Tenerife, fue videpresidente de la Federación Española de Voleibol y formó parte de los consejos de administración del Club Deportivo Tenerife de fútbol y del Tenerife Baloncesto.
Casado con Zoraida Lorenzo Quintana, tuvo dos hijos, Rubén Cabrera Lorenzo e Irene Cabrera Lorenzo, siendo esta última jugadora profesional de voleibol con una gran trayectoria.

## Distinciones
- Medalla de Oro del Gobierno de Canarias 2002
- Hijo Predilecto de Tenerife en 2008
- Amables del Turismo y Convivencia Ciudadana 1999
- Premio Nacional de Voleibol a la Mejor Entidad Deportiva
- Premio Nacional de Voleibol al Mejor Dirigente
- Medalla de Oro de Antena 3 Televisión
- Finalista del Premio Mujer y Deporte del Comité Olímpico Español